# James Corson
James Corson (Modesto, 14 de enero de 1906-Burlingame, 12 de noviembre de 1981) fue un atleta estadounidense, especialista en la prueba de lanzamiento de disco en la que llegó a ser medallista de bronce olímpico en 1928.

## Carrera deportiva
En los JJ. OO. de Ámsterdam 1928 ganó la medalla de bronce en el lanzamiento de disco, llegando hasta los 47.10 m, tras su compatriota Clarence Houser (oro con 47.32 metros que fue récord olímpico) y el finlandés Antero Kivi (plata con 47.23 metros).